# Amerikansk curlyhäst
Amerikansk curlyhäst är en hästras från USA, främst känd för sin lätt lockiga hårrem. Genom ett missförstånd har den amerikanska curly-hästen ofta kommit att sammanblandas med den ryska Basjkirhästen som har utvecklats i Basjkirprovinsen i södra Ural. En orsak till detta är att båda raserna kan ha en mjuk, lockig och tjock päls som fälls om våren. Den amerikanska curlyhästen är en stark och härdig häst och den lockiga pälsen fungerar även så att en del allergiker kan tåla dessa hästar. Curlyhästen är unik i många avseenden, och framförallt då många individer lustigt nog saknar böjsena och de har mjuka och mycket små kastanjer i jämförelse med andra hästar. 

## Historia
Man känner mycket lite till om ursprunget till denna amerikanska hästras, men det påstås att både sioux- och kråkindianerna haft "ulliga" hästar under 1600-talet och att de har använt hårfällningen som en sorts kalender. Enbart hövdingar och medicinmän fick rida dessa lockiga hästar. Under 1700-talet dokumenterades även ulliga hästar i Sydamerika men dessa hästar slaktades oftast på grund av sydamerikanernas oförstånd för den lockiga pälsen. Rapporter under alla århundradet har visat att det även funnits vilda hjordar med lockiga hästar i Nevada, Colorado och Wyoming. Det finns fortfarande vilda hjordar med Curlyhästar som skyddas av speciella viltskyddsprogram, även om den största andelen av hästarna avlas på privata stuterier. 
Den lockiga pälsen hos hästarna träder fram på grund av mutationer och Curlyhästarnas ursprung kan i teorin ligga hos vilda mustanger som då och då kan föda ett och annat lockigt föl. En del Curlyhästar visar även primitiva tecken som också är ett tecken på att Curlyhästarna kan ha sitt ursprung i förvildade hästar, men då alla hästar i hela Nord- och Sydamerika härstammar från spanska hästar som fördes till Amerika under koloniseringen kan detta även bero på att både curlyhästar och mustanger har samma förfäder. Rasen upptäcktes ganska sent, inte förrän 1898 i bergen i Nevada. Två ryttare till häst fick syn på tre hästar med en vågig hårrem som levde i ett vilt tillstånd. Många av dagens curlyhästar kan spåras tillbaka till denna hjord. 
Runt år 1900 började rasen avlas av uppfödare, främst tack vare John Comaita i Nevada som hade samlat in några lockiga hästar. Strax efter det skulle även mannen Peter Damele få lockiga hästar till sin gård och han fann att dessa hästar var lättlärda och tåliga då de hade överlevt en extremt hård vinter i bergen i Nevada, och han började använda dem i sin avel på gården. Många av dagens Curlyhästar kan spåras tillbaka till Dameles stam. 
1971 bildades American Curly Horse Registry som först kallades American Bashkir Registry då man hade fått höra om lockiga hästar från Basjkirområdet i Ryssland. Men efterforskningar under 80-talet visade att detta inte alls stämde utan Basjkirponnyn var en släthårig ras och hade inte något med den amerikanska versionen att göra. Att dessa två raser skulle vara släkt föll på sin egen orimlighet eftersom landsförbindelsen mellan Amerika och Eurasien bröts redan under den senaste istiden och de första hästarna återinfördes inte i USA förrän 8000 år senare, med hjälp av de spanska conquistadorerna under 1500-talet. 
1997 röstades Basjkir bort ur registret och föreningen bytte namn till American Curly. 1989 startades även The Curly Horse Foundation som skulle jobba med att forska och informera om Curlyhästarna samt bevara rasen som nästan var utrotningshotad. Stiftelsen jobbar även med att utveckla aveln så att Curlyhästarnas unika päls och karaktär förs vidare till avkommorna. 
Under början av 1990-talet fanns 2500 registrerade amerikanska curlyhästar i USA och 1992 importerades ungefär ett 20-tal av dessa till Sverige. Idag finns ca 300 American curlyhästar i Sverige. Den olyckliga sammanblandningen av American Curly och Basjkir har lett till att många ryska basjkirer har importerats och sålts som amerikanska curlyhästar även i Sverige.

## Den lockiga pälsen

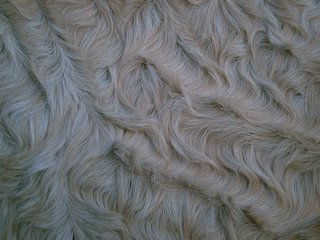
Närbild på en curlyhästs lockiga hårrem.

Den lockiga pälsen hos hästarna träder fram på grund av mutationer och Curlyhästarnas ursprung kan i teorin ligga hos vilda mustanger som då och då kan föda ett och annat lockigt föl. Den gen som ger den lockiga pälsen är även dominant och även om en curlyhäst korsas med en släthårig häst blir oftast avkomman vågig. 
Under sommaren brukar pälsen fällas ganska rejlt och ovanligt nog fäller Curlyhästen då även tagel i man och svans som för det mesta är ganska krusig året runt. Taglet växer ut igen under vintern. Hästarna har även lockigt hår inne i öronen och även böjda ögonfransar. Dessa tappas dock inte som vinterpälsen. 
Det har visat sig att människor som i vanliga fall är allergiska mot hästar ofta inte uppvisar några reaktioner vid umgänge med curlyhästar, men än idag diskuteras det om forskning ska göras inom området. Även Basjkirhästen har visat liknande tendens till att vara allergivänliga trots att den inte har lockig päls och kan vara en anledning till att de båda raserna har blandats ihop. Om detta beror på pälsen eller inte återstå att se. Den lockiga pälsen kan variera från att bara ha ett lätt vågigt mönster till stora korkskruvar. Inom rasen finns tre olika pälstyper - pälsen kan vara mycket lockig, lite lockig eller helt rak men med vågig man och svans.

## Övriga egenskaper

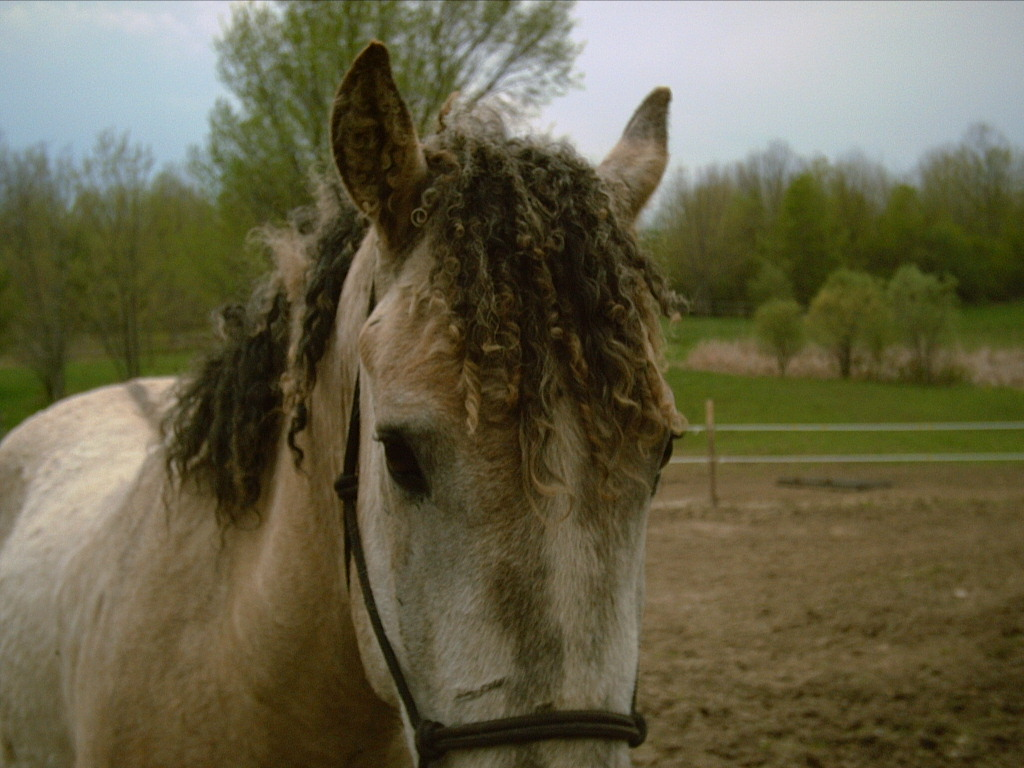
Man, öronhår och ögonlock är tydligt lockiga hos denna curlyhäst.

Curlyhästen är omkring 150 centimeter hög och den vanligaste färgen är fux. Den används såväl för engelsk ridning som westernridning och lär vara bra som hoppare och dressyrhäst. Hästarna har mjuka rörelser och en del hästar kan även ha extra gångarter som running walk eller foxtrot. 
Det allmänna intrycket av curlyhästarna ska vara en stark, liten häst med ett lugnt och lätthanterligt temperament som ändå är energisk och uthållig. Huvudet är ganska litet men ändå kraftigt i förhållande till kroppen. Öronen är breda och korta och ska ha inåtpekande toppar, samt lockig päls inne i örat som inte fälls på våren som resten av pälsen. Ögonen är lite sneda och ögonfransarna är oftast lockade uppåt. Ryggen är kort men stark och frambenen är väldigt raka. En del hästar har hovskägg som då ska vara lockigt eller vågigt. Även man och svans ska vara vågig, krusig eller lockig. Hovarna är nästan helt runda och väldigt starka. 
Lustigt nog så saknar många Curlyhästar böjsena och de har dessutom mycket mindre och mjukare kastanjer än hos andra hästar.[källa behövs]